# 代特根
代特根（德語：Dätgen）是德国石勒苏益格－荷尔斯泰因州的一个市镇。总面积10.61平方公里，总人口574人，其中男性294人，女性280人（2011年12月31日），人口密度54人/平方公里。